# Corneille (oiseau)
Pour les articles homonymes, voir Corneille.
Taxons concernés
Dans la famille des Corvidae
- dans le genre Corvusmodifier

Corneille est un nom vernaculaire porté par plusieurs espèces d'oiseaux du genre Corvus. Ce terme de corneille est attribué aux espèces les plus petites de ce genre, les plus grandes étant appelées corbeau. Ce terme provient du bas-latin *cornĭcŭla dérivant de cornix.

## Noms normalisés
Liste alphabétique des espèces portant précisément ce terme dans leur nom normalisé par la Commission internationale des noms français des oiseaux (CINFO).
- Corneille à bec blanc — Corvus woodfordi
- Corneille à bec fin — Corvus enca
- Corneille à tête brune — Corvus fuscicapillus
- Corneille d'Alaska — Corvus caurinus
- Corneille d'Amérique — Corvus brachyrhynchos
- Corneille d'Hawaii — Corvus hawaiiensis
- Corneille d'Hispaniola – Corvus leucognaphalus
- Corneille de Cuba — Corvus nasicus
- Corneille de Florès — Corvus florensis
- Corneille de Guam — Corvus kubaryi
- Corneille de Jamaïque - Corvus jamaicensis
- Corneille de Meek – Corvus meeki
- Corneille de rivage — Corvus ossifragus
- Corneille des Banggai – Corvus unicolor
- Corneille des Célèbes – Corvus typicus
- Corneille des Moluques — Corvus validus
- Corneille du Cap — Corvus capensis
- Corneille du Mexique — Corvus imparatus
- Corneille du Sinaloa – Corvus sinaloae
- Corneille grise — Corvus tristis
- Corneille mantelée — Corvus cornix
- Corneille minute — Corvus minutus
- Corneille noire — Corvus corone
- Corneille palmiste – Corvus palmarum
- Corneille violacée – Corvus violaceus

## Noms usuels
Liste alphabétique des noms vulgaires non retenus par la nomenclature normalisée de 2009 ou des noms vernaculaires attestés en français.
- Corneille à bec mince - voir Corneille à bec fin [réf. souhaitée]
- Corneille à gros bec — Corvus coronoides[4]
- Corneille à nuque blanche - voir Corneille d'Hispaniola[4]
- Corneille d'église - voir Corneille des clochers[4]
- Corneille de Banggai — Corvus unicolor [réf. souhaitée]
- Corneille de Bougainville — Corvus meeki [réf. souhaitée]
- Corneille de Levaillant — Corvus levaillantii [réf. souhaitée]
- Corneille de Sinaloa — voir Corneille du Sinaloa[5]
- Corneille de l'Inde — Corvus splendens[6]
- Corneille de la Jamaïque — voir Corneille de Jamaïque[5]
- Corneille des Antilles — voir Corneille d'Hispaniola[réf. nécessaire]
- Corneille des Mariannes — voir Corneille de Guam[7]
- Corneille des clochers - Corvus monedula[4]
- Corneille des maisons - Corvus splendens[4]
- Corneille des palmiers — voir Corneille palmiste [réf. souhaitée]
- Corneille minime — voir Corneille minute [réf. souhaitée]
- Corneille moissonneuse - Corvus frugilegus[4]
- Corneille plaintive — voir Corneille des Célèbes [réf. souhaitée]
- Corneille pêcheuse - voir Corneille de rivage[4]
- etc.

À noter le nom de Corneille bleue donné occasionnellement à l'espèce Coracias garrulus bien que cet oiseau soit classé dans la famille des Coraciidae.

## Caractéristiques communes
Souvent considérées par les autorités comme des prédateurs nuisibles capables de menacer les populations de certaines espèces d'oiseaux sauvages ou domestiques, les corneilles sont l'objet de campagnes d'élimination (par tirs, piégeage). Pourtant, l'effet de la prédation de ces corvidés sur leurs proies potentielles est globalement limité.
Les corneilles ont parfois la réputation d'être relativement intelligentes grâce à certains de leurs comportements. Par exemple, il arrive que des corneilles cassent des noix de façon ingénieuse, en déposant une noix sur une route fréquentée et en attendant qu'une voiture de passage la brise en roulant dessus.

## Espèces en danger d'extinction
La corneille d'Hawaï, aussi appelée alala, est considérée comme l'espèce de corvidé la plus menacée au monde. Elle ne vit actuellement plus qu'en captivité et s'est éteinte à l'état sauvage en 2002, date à laquelle le couple des deux derniers individus connus à l'état sauvage ont été aperçus pour la dernière fois. Depuis 1993, de nombreux efforts et essais de réintroduction, pour la plupart soldés d'échecs, ont été menés pour tenter de préserver cette espèce endémique de l'île d'Hawaï.

## La corneille dans la culture

### Littérature
Dans son roman La Tache, l'écrivain américain Philip Roth consacre sept pages consécutives aux corneilles.
Le 15e lied du cycle Winterreise de Schubert (texte de Wilhelm Müller) est intitulé Die Krähe, c'est-à-dire « La corneille ».
Le roman Kra de John Crowley donne, au cœur de sa fiction entièrement tournée autour de cet un oiseau, de nombreux renseignements sur leur mode de vie. 
Résumé : 
Une corneille seule n'est pas une corneille. Une corneille ne tue jamais une autre corneille. 
Dans un futur proche ravagé par la pollution un vieil homme nous raconte qu'une corneille nommée Dar Duchesne — la première de tous les temps à avoir porté un nom — lui a raconté ses nombreuses vies et morts au pays de Kra.

### Mythologie
Chez les Celtes existait une déesse-corneille, déesse guerrière connue des Gaulois sous le nom de Catubodua, dont l'équivalent irlandais paraît être la déesse Badb.
Chez les Hawaïens, la corneille d'Hawaï (ou alala) est considérée comme une divinité du foyer (« aumakua ») dans la mythologie hawaïenne,. Il est dit qu'elle conduit les âmes à leur dernier lieu de repos sur les falaises de Ka Lae, la pointe la plus au sud de la grande île d'Hawaï, lui attribuant un rôle de psychopompe.